# Гетеборг (порт)
57°42′ пн. ш. 11°56′ сх. д. / 57.7° пн. ш. 11.93° сх. д.

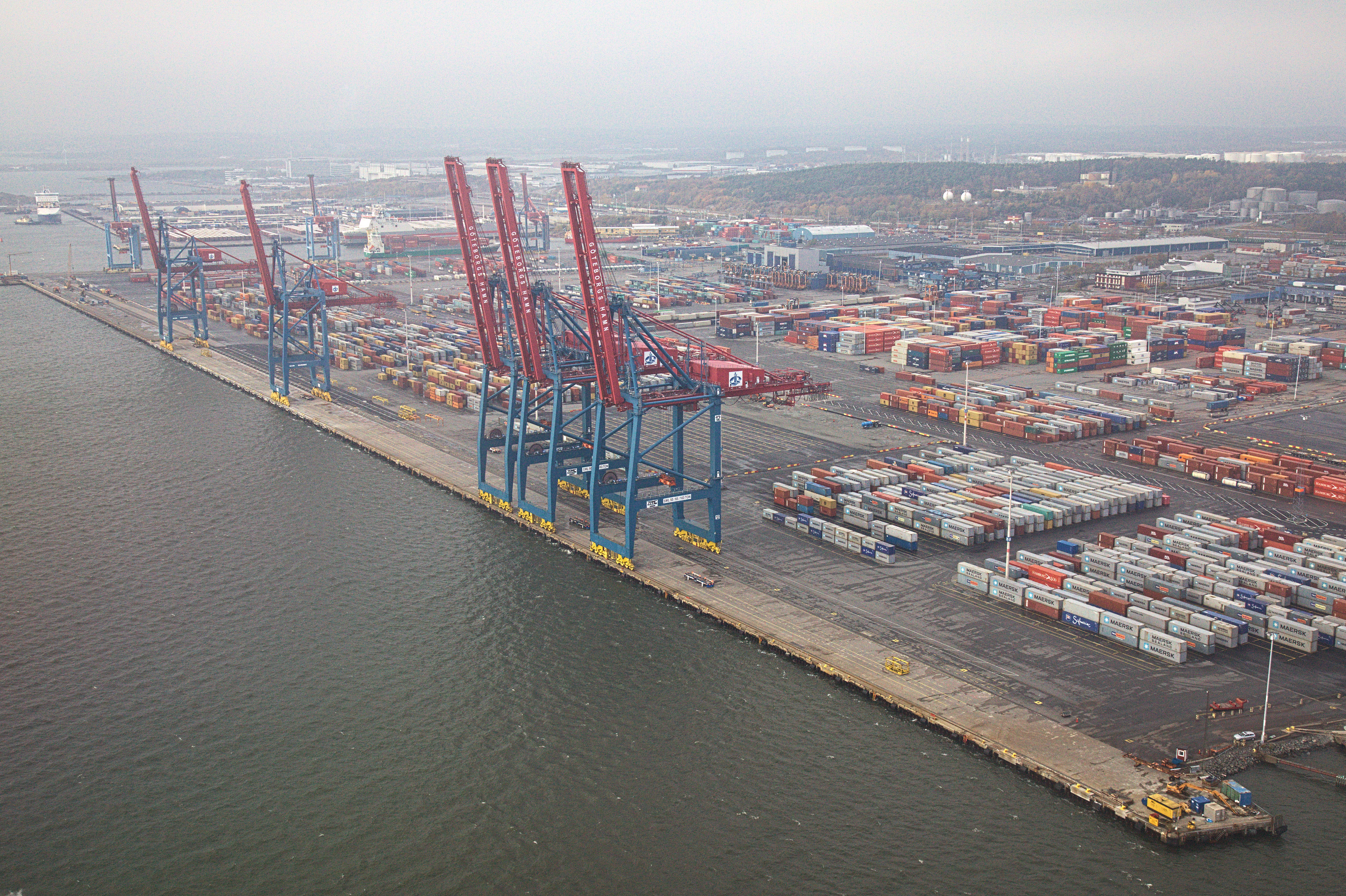
Північна сторона прибережної частини порту, Скандіагамнен

Муніципальний порт Гетеборг (швед. Göteborgs hamn) — найбільший порт Нордичної країни
, 
який обслуговує понад 11 000 суден на рік із понад 140 напрямків по всьому світу. 
Будучи єдиним шведським портом, здатним обслуговувати найбільші сучасні океанські контейнеровози, Гетеборг обслуговує майже 30% зовнішньої торгівлі країни — 39 мільйонів тонн вантажів на рік. 

## Географія
Порт розташований по обидва боки естуарію Гета-Ельв у Гетеборзі та на східному березі морської акваторії Каттегат.
Північний берег, (швед. Norra Älvstranden), знаходиться на острові Гісінген, а південний берег, (швед. Södra Älvstranden), знаходиться на материку. 
Це комбінований річковий і прибережний порт, а загальна довжина доку становить 13,1 км. 

## Зовнішня і внутрішня гавань
Гавань складається із зовнішньої та внутрішньої зони гавані. 
Морський порт на східному березі Каттегату утворює зовнішню частину гавані; там розташовано, наприклад, нафтовий термінал. 
Внутрішня гавань розташована вздовж річки Гета-Ельв, яка протікає через центр Гетеборга; район обслуговує, наприклад, пасажирські перевезення. Частина зовнішньої гавані Гетеборга утворює вільний порт, тобто має вільну зону за межами національної митної зони.
Таким чином територія порту розділена на кілька частин.
До них належать Гетеборг-Фрігамнен (LOCODE: SE GO4 
), 
Гетеборг-Фісгамнен (LOCODE: SE GO2 ), Гетеборг-Лундбігамнен (LOCODE: SE GO3 ) і Гетеборг-Рінгокейен (LOCODE: SE GO5).

## Місткість і вантаж
У 2013 році порт обробив приблизно 860 000 контейнерів (TEU) і 160 000 нових автомобілів (як імпорт, так і експорт). 

Він має 24 регулярних вантажних залізничних маршрути, які обслуговують Норвегію та Швецію. 

Основним імпортом є сира нафта (20 мільйонів тонн у 2013 році), текстиль та продукти харчування. 
Основним експортом є нові транспортні засоби (вантажівки, легкові автомобілі, автобуси, важке обладнання), сталь і папір. 
Є спеціалізовані термінали для контейнерів, ро-ро, автомобілів, пасажирів (1,7 млн. у 2013 році), нафти та інших енергоносіїв. 

Порт досить великий і глибокий, щоб прийняти навіть дуже великі кораблі, такі як Maya з Mediterranean Shipping Company, який прибув до порту 21  грудня 2015 року. 
На той час це був найбільший у світі контейнеровоз, довжина якого становила 396 м, осадка 16 м і місткість 19 224 TEU. 

За обсягом контейнерних перевезень порт є одним із найбільших у всьому регіоні Балтійського моря разом із портом Санкт-Петербург і портом Гданськ. За вантажотоннами він випереджає порти Північної Європи порт Берген і порти Балтійського моря Приморський нафтопорт, порт Санкт-Петербург і, з 2012 року, порт Усть-Луга.
Річний обсяг перевезень порту Гетеборг:

| Рік              | 2003    | 2004    | 2005    | 2006    | 2007    | 2008    | 2009    | 2010    | 2011    | 2012    | 2013        | 2014    |
| ---------------- | ------- | ------- | ------- | ------- | ------- | ------- | ------- | ------- | ------- | ------- | ----------- | ------- |
| пасажирів (млн.) |         |         |         |         |         |         |         | 1,739   | 1,699   | 1,674   | 1,692       | 1,821   |
| контейнери (TEU) | 665 869 | 735 847 | 787 705 | 820 394 | 838 452 | 862 232 | 817 615 | 879 611 | 886 781 | 900 000 | 858 000     | 837 000 |
| мільйонів тонн   | 33,3    | 36,9    | 37,1    | 40,7    | 41,1    | 43,3    | 38,9    | 44,3    | 41,3    | 42,0    | 38,9 (37,9) | 37,1    |